# Deportivo La Guaira
O Deportivo La Guaira Fútbol Club, também conhecido como Deportivo La Guaira, ou apenas La Guaira, e anteriormente conhecido como Real Esppor Club, é um clube de futebol da cidade de La Guaira, na Venezuela. Atualmente participa da Primeira Divisão do Campeonato Venezuelano de Futebol.
Este clube foi fundado em 2008 por empresários de Caracas para representar as comunidades dos imigrantes espanhóis e portugueses na capital venezuelana, e incorporou em sua fundação, entre outros recursos materiais e humanos, elementos do extinto e popular Deportivo Galicia, campeão nacional em diversas ocasiões. Porém, no ano de 2013, a diretoria toma a iniciativa de mudar o nome do clube para Deportivo La Guaira, além de mudar cores e escudo, com a intenção de se transferir para a cidade de La Guaira e assim, atrair mais torcedores.
Suas cores tradicionais são o laranja e o branco, e desde sua fundação, a equipe manda seus jogos na capital Caracas, em sua maioria no Estádio Olímpico da UCV.
Apesar de ser um clube muito jovem, o La Guaira já tem uma considerável galeria de titulos e feitos, com 3 Copas Venezuela, e 1 título do Campeonato Venezuelano, além de outros feitos como uma participação nas Oitavas de Final da Copa Sul-Americana e duas participações na Copa Libertadores, sendo uma delas na Fase de Grupos.

## História

### Real Esppor Club (2008-2013)
Em 21 de julho de 2008, foi fundado em Caracas o Real Esppor Club. "Esppor" é uma sigla que une "España" e "Portugal", e foi escolhida porque seus fundadores eram empresários com essa ascendência. A ideia original desses empresários era reviver o extinto e popular Deportivo Galicia, campeão nacional em diversas ocasiões, mas devido às dívidas que o clube galego-venezuelano tinha com a FVF, a mesma não permitiu que este nome fosse revivido.

#### O inicio na segunda divisão e a estréia na elite (2008-2009)
O Esppor ingressou na Segunda Divisão graças à aquisição da vaga do Atlético Turén, que se retirou do campeonato antes do início da temporada 2008/09. A estréia do clube foi no dia 16 de agosto de 2008 com uma vitória por 2x1 sobre o Trujillanos. Nesta primeira temporada a equipe terminou o campeonato em segundo lugar tanto no Apertura quanto no Clausura.
Ao final da temporada, o Real Esppor teria que permanecer na Segunda Divisão, mas em uma jogada inusitada, eles se fundiram com o campeão da Segunda, o Atlético Trujillo. No entanto, o Esppor manteve o nome e as cores, enquanto o Atlético apenas contribuiu com alguns jogadores.
Com a mudança de divisão, o Real Esppor estreou na Primeira Divisão em 9 de agosto de 2009 com uma vitória por 1x0 sobre o Zulia. Nesta primeira temporada a campanha foi discreta, conseguindo 10 vitórias, 8 empates, 16 derrotas e terminando no 14º lugar de 18 times.

#### Primeiros grandes momentos (2010-2011)
Para a temporada 2010/11 o Esppor apostou alto e contratou o experiente e vencedor Noel Sanvicente como seu treinador. E a equipe rapidamente se tornou competitiva, no Apertura de 2010, os "Merengues" ficaram em segundo lugar empatado em pontos (36) com o Deportivo Táchira e a apenas dois gols do título. No final dessa temporada, o Real Esppor terminou em segundo lugar no Acumulado, se classificando para a Série Pré-Sul-Americana. Venceu o Carabobo na primeira fase, mas foi vencido pelo Deportivo Anzoátegui na segunda, não conseguindo sua primeira vaga em um torneio internacional.

#### Nacionalização e últimos anos como Real Esppor (2012-2013)
Para a temporada 2011/12 a diretoria apostou numa mudança de imagem, tentando “nacionalizar” o clube, retirando os vestígios de Portugal e Espanha no escudo e o tornando mais “criollo”, na busca de torcedores venezuelanos. Já os resultados em campo não foram bons e o Esppor terminou em 14º entre 18 equipes.
A temporada 2012/13 também foi desastrosa para o clube, terminando na antepenúltima colocação no Apertura de 2012 e em 11º no Clausura de 2013, combinando para um 11º lugar na Tabela Geral. Este seria o último ano com este nome, que acumulou 49 vitórias, 32 empates e 55 derrotas em 136 jogos durante 5 anos.

### Deportivo La Guaira (2013-Atualidade)
Em agosto de 2013, a diretoria decidiu mudar o nome do clube para Deportivo La Guaira, sendo um projeto com o objetivo de futuramente jogar suas partidas em La Guaira (o que ainda não aconteceu), também mudando seu escudo e as sua cor principal para roxo.

#### Recomeço (2013-2014)
O Deportivo La Guaira estreou com este nome em 11 de agosto de 2013, com uma derrota por 3-1 para o Deportivo Táchira sob as ordens do treinador Lenín Bastidas. Este novo começo foi difícil, e o clube terminou o Apertura de 2013 em penúltimo com 14 pontos, enquanto no acumulado o resultado foi um 10º lugar. Apesar do desempenho mediano, o clube conseguiu vencer a Série Pré-Sul-Americana da temporada e garantiu a sua estréia em competições internacionais para a próxima temporada.
Em 2014, o La Guaira mudou novamente o escudo e as cores, passando do roxo para o laranja. E no Apertura de 2014 os "naranjas" surpreenderam a todos novamente, terminando em segundo lugar em um torneio disputado e que foi decidido por 1 ponto, ficando atrás do Trujillanos. Naquela temporada 2014/15, o DLG terminou na Tabela Geral em terceiro, atrás apenas do Caracas e do Deportivo Táchira.

#### Bi da Copa Venezuela e Trilogia sul-americana (2014-2016)
No segundo semestre de 2014, veio a primeira glória para o La Guaira, ao vencer a Copa Venezuela, derrotando Universidad Central na fase preliminar, Mineros nas oitavas, Monagas nas quartas, Arroceros na semifinal e superando o Trujillanos nos pênaltis na grande final.
O La Guaira estreou na Copa Sul-Americana em 20 de agosto de 2014 com um empate em 1x1 contra o Atlético Nacional, em Caracas, mas uma semana depois, cairiam por 1x0 em Medellín, ficando fora da disputa.
Em 2015 se repetiu a Sul-Americana, mas desta vez iniciando contra a Universidad Católica de Quito no dia 11 de agosto com um empate por 1x1 no Equador, e uma semana depois, o La Guaira venceu por 1 a 0 na Venezuela, se classificando para a próxima rodada contra o Sportivo Luqueño. Contra o Luqueño, o DLG empatou o jogo de ida por 1x1 e foi derrotado por 4x0 no jogo de volta, novamente dando adeus a competição.
No Torneio de Adequação 2015, campeonato curto criado para adaptar o calendário venezuelano ao calendário sul-americano, o La Guaira liderou a Fase Regular, e na fase final, venceu o Deportivo Lara nas quartas, o Aragua nas semifinais, mas caiu na final contra o Zamora pelo agregado de 2x1.
Pela Copa Venezuela de 2015, o DLG conquistou o bicampeonato consecutivo da competição (algo que ninguém fazia desde 1990-91), vencendo o Atlético Venezuela na oitavas, o Caracas nas quartas, o Tucanes nas semifinais e superando o Deportivo Lara na final por 1x0 no agregado.
E em sua terceira Sul-Americana, eles estrearam contra o Deportes Tolima em 11 de agosto de 2016 com um empate de 0 a 0 na Colômbia, e uma semana depois venceram por 1x0 em Caracas se classificando para a próxima rodada contra o Emelec, onde a equipe laranja venceu a primeira partida por 4x2 e segurou um 0x0 na volta. Em uma fase oitavas de final sem precedentes, o La Guaira enfrentou o San Lorenzo, da Argentina, caindo por 2x1 no Nuevo Gasómetro e por 2x0 na Venezuela, sendo essa a sua melhor participação na competição até os dias atuais.

## Cores e Símbolos

### Uniformes

#### Uniformes dos jogadores
- 1º - Camisa laranja, calção branco e meias laranjas;
- 2º - Camisa preta, calção e meias pretas.

| Titular | Reserva |  |

#### Uniformes dos Goleiros
- 1º - Camisa verde, calção e meias verdes;
- 2º - Camisa azul, calção e meias azuis.

| Titular | Reserva |  |

### Evolução dos Uniformes
O uniforme da equipe, desde o seu início, passou por diversas modificações. No entanto, desde 2014, o laranja manteve-se como a cor principal, dando origem ao seu apelido.
- 2017-2019

| Titular | Reserva |

- 2016-2017

| Titular | Reserva |

- 2015

| Titular | Reserva |

- 2014-2015

| Titular | Reserva |

- 2013-2014

| Titular | Reserva |

- 2012-2013

| Titular | Reserva |

- 2011

| Titular | Reserva |

- 2010

| Titular | Reserva |

- 2009

| Titular | Reserva |

- 2008

| Titular | Reserva |

### Escudos
| Evolução do Escudo do Deportivo La Guaira | Evolução do Escudo do Deportivo La Guaira | Evolução do Escudo do Deportivo La Guaira | Evolução do Escudo do Deportivo La Guaira | Evolução do Escudo do Deportivo La Guaira |
| Real Esppor Club                          | Real Esppor Club                          | Deportivo La Guaira                       | Deportivo La Guaira                       | Deportivo La Guaira                       |
| 2008 - 2011                               | 2011 - 2013                               | 2013 – 2014                               | 2014 – 2020                               | 2020 – Atual                              |
| ----------------------------------------- | ----------------------------------------- | ----------------------------------------- | ----------------------------------------- | ----------------------------------------- |

### Mascote

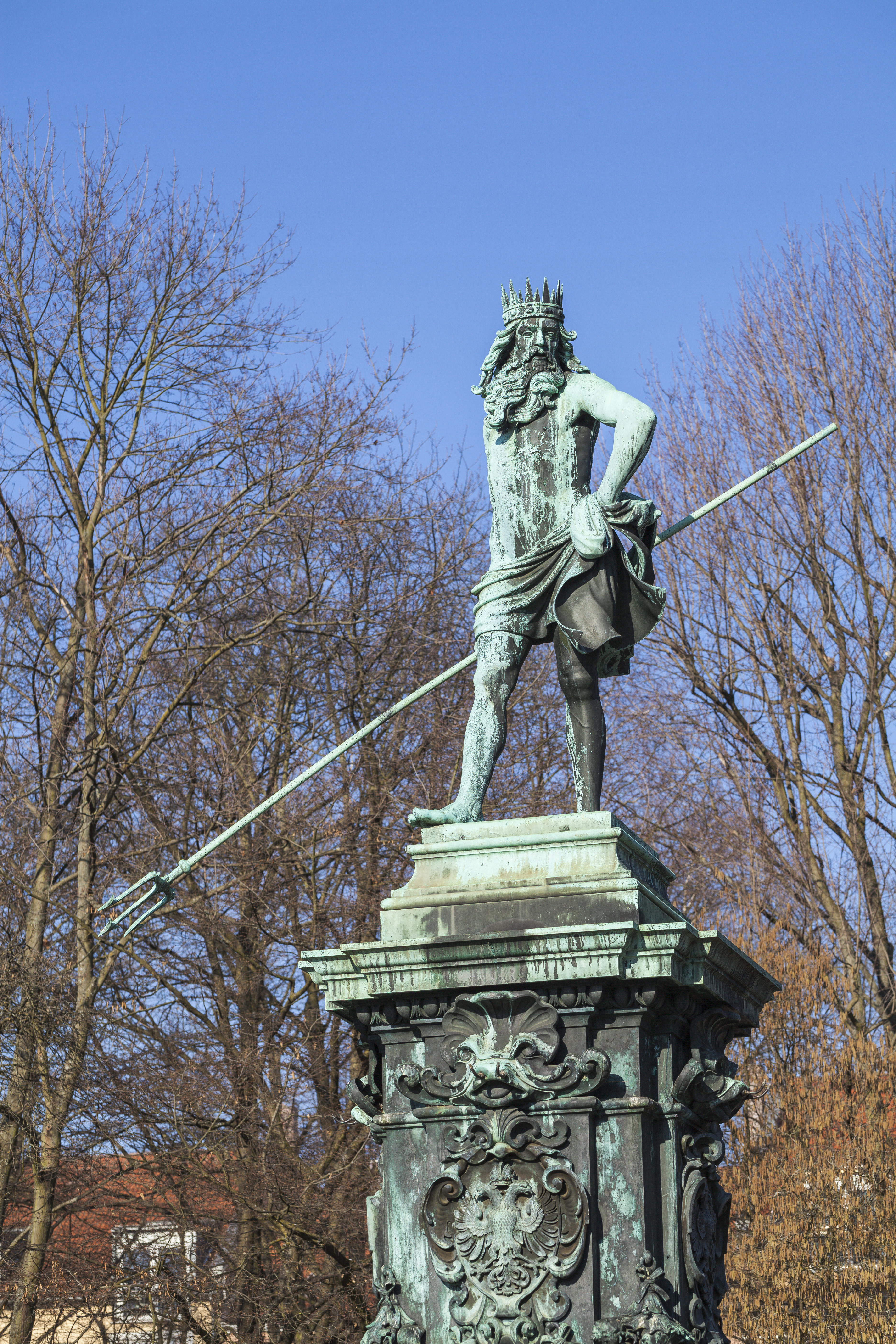
Estátua de Netuno

O mascote do clube é o deus Netuno, que é o deus do mar na mitologia romana. Ele foi escolhido para simbolizar o La Guaira como o "Deus do litoral venezuelano."

Além disso, seu tridente é representado no escudo do clube.

## Patrocinadores

### Material Esportivo
| Período         | Fornecedor |
| --------------- | ---------- |
| 2008            | Lotto      |
| 2009            | Joma       |
| 2010            | Kelme      |
| 2011 - 2014     | Joma       |
| 2014 - 2020     | Adidas     |
| 2020 - Presente | Uhlsport   |

### Patrocínio
| Período         | Patrocinador Principal |
| --------------- | ---------------------- |
| 2011 - 2013     | DirecTV                |
| 2013 - 2014     | Seguros Caroni         |
| 2014 - Presente | Lojas Traki            |

## Instalações

### Estádio

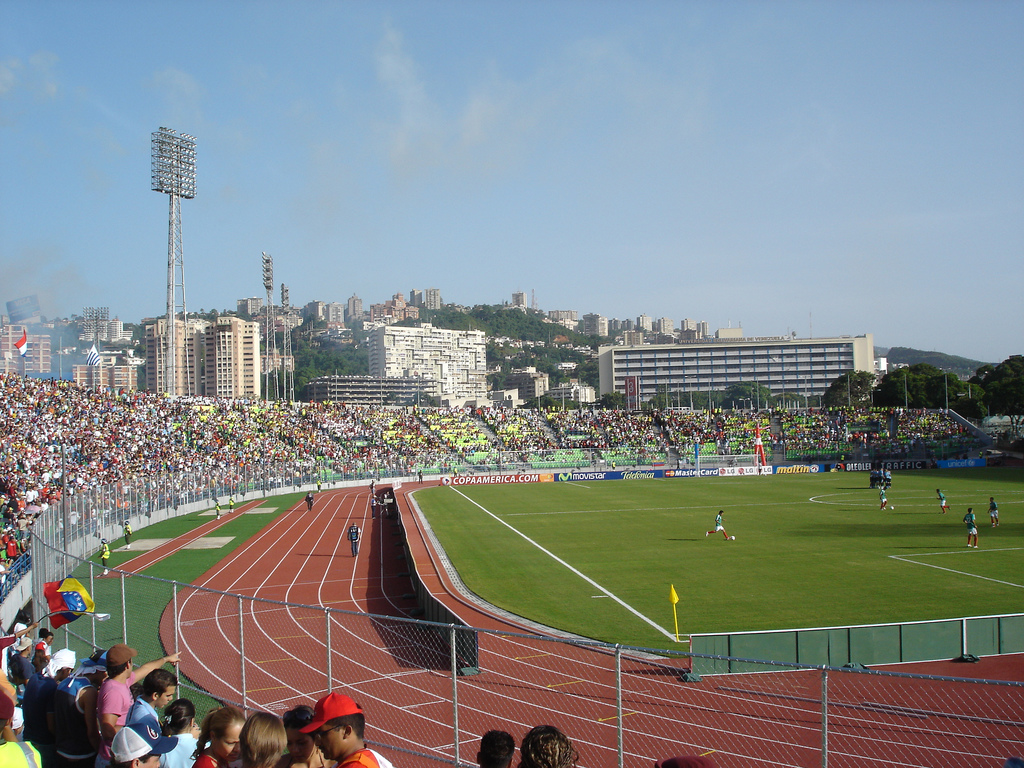
Estádio Olímpico da UCV

O La Guaira manda seus jogos no Estádio Olímpico da UCV, em Caracas, que tem capacidade para 25.000 torcedores.

Em alguns jogos esporádicos, a equipe utiliza o Estádio Brígido Iriarte , também localizado na capital venezuelana.

O clube tem planos de construir um estádio próprio na cidade de La Guaira, mas devido a crise econômica na Venezuela, nenhum projeto foi oficialmente apresentado.

### Centro de Treinamento
Desde o seu início, o DLG utilizou o Complexo Esportivo 'Fray Luis II', também conhecido como 'La Guacamaya' e localizado no bairro caraquenho de Las Mercedes. No entanto, durante o ano de 2020, o La Guaira inaugurou sua nova sede: o Centro de Alto Rendimento 'San Tomás de Aquino', localizado no bairro capitalino de Santa Rosa de Lima, onde se realizam os treinamentos da primeira equipe e que a partir desse momento, também passou a ser sede de suas categorias de base e feminina.

## Títulos
| Nacionais | Nacionais              | Nacionais | Nacionais         |
|           | Competição             | Títulos   | Temporadas        |
| --------- | ---------------------- | --------- | ----------------- |
|           | Campeonato Venezuelano | 1         | 2020              |
|           | Copa Venezuela         | 3         | 2014, 2015 e 2024 |

### Campanhas de Destaque

#### Nacionais
- Campeonato Venezuelano: 4° Lugar - 2018
- Torneio de Adequação: Vice Campeão - 2015

#### Internacionais
- Copa Sul-Americana: 11º lugar - 2016

## Estatísticas

### Participações
|  | Participando em 2021 |

| Competição                               | Competição             | Temporadas            | Melhor campanha       | Estreia | Última | P | R |
|                                          | Campeonato Venezuelano | 13                    | Campeão (2020)        | 2009    | 2021   |   | – |
| Campeonato Venezuelano (Segunda Divisão) | 1                      | 3º colocado (2008)    | 2008                  | 2008    | 1      | – |   |
| Copa Venezuela                           | 12                     | Campeão (2014 e 2015) | 2008                  | 2019    |        |   |   |
|                                          | Copa Libertadores      | 2                     | Fase de Grupos (2021) | 2019    | 2021   |   |   |
| Copa Sul-Americana                       | 3                      | Oitavas (2016)        | 2014                  | 2016    |        |   |   |

## Elenco
Última atualização: 16 de agosto de 2021.
Legenda:
- : Capitão
- ², ³ e ⁴: Sub-capitães
- : Prata da casa (Jogador da base)